# Cortegana
Cortegana település Spanyolországban, Huelva tartományban. Cortegana Almonaster la Real, Aroche, La Nava, Jabugo, El Cerro de Andévalo és Cabezas Rubias községekkel határos. Lakosainak száma 4618 fő (2024).

## Népesség
A település népessége az utóbbi években az alábbiak szerint változott:
| Lakosok száma | 5075 | 4988 | 5039 | 4965 | 4896 | 5025 | 4853 | 4666 | 4635 | 4618 |
|               | 2001 | 2004 | 2006 | 2009 | 2011 | 2014 | 2016 | 2019 | 2021 | 2024 |